# Stammliste des Adelsgeschlechts Howard
Stammliste der Adelsfamilie Howard.

## Stammliste der Familie Howard
1. William Howard († 1308), Judge of the Court of Common Pleas, ⚭ Alice Fitton
  1. Sir John Howard († 1333), Sheriff of Norfolk and Suffolk, ⚭ Joan de Cornwall
    1. Sir John Howard († nach 1388), Sheriff of Norfolk, ⚭ Alice de Boys
      1. Sir John Howard († vor 1388) ⚭ Marjory de Scales
        1. Sir John Howard (um 1357–1437), Sheriff of Essex and Hertfordshire, ⚭1. Margaret Plaiz, ⚭2. Alice Tendring
          1. (1) Sir John Howard († 1409) ⚭ Joan Walton
            1. Elizabeth Howard (* 1410)

          2. (1) Margaret Howard ⚭1. Constantine Clifton, ⚭2.  Sir George Talbot
          3. (2) Henry Howard ⚭ Mary Hussey
            1. Elizabeth Howard

          4. (2) Sir Robert Howard (1385–1436) ⚭ Margaret de Mowbray (1391–1459), Tochter des Thomas Mowbray, 1. Duke of Norfolk
            1. John Howard, 1. Duke of Norfolk (1425–1485); → Nachfahren siehe unten, Linie der Dukes of Norfolk (1. bis 4. Duke)
            2. Katherine Howard (1430–1480) ⚭ Edward Nevill, 3. Baron Bergavenny
            3. Margaret Howard ⚭ Thomas Daniel

  2. Sir William Howard († vor 1328), Sheriff of Cambridgeshire and Huntingdonshire, ⚭ Joan Dakeni

### Linie der Dukes of Norfolk (1. bis 4. Duke)
1. John Howard, 1. Duke of Norfolk (1425–1485); → Vorfahren siehe oben
  1. Margaret Howard ⚭ Sir John Wyndham
  2. Thomas Howard, 2. Duke of Norfolk (1443–1524) ⚭1. Elizabeth Tilney, ⚭2. Agnes Tilney (1478–1545)
    1. (1) Thomas Howard, 3. Duke of Norfolk (1473–1554) ⚭1. Anne of York, ⚭2. Elizabeth Stafford
      1. (1) Thomas Howard (um 1496–1508)
      2. (2) Henry Howard, Earl of Surrey (1516–1547) ⚭ Frances de Vere (Tochter von John de Vere, 14. Earl of Oxford und Anne Howard
        1. Thomas Howard, 4. Duke of Norfolk (1538–1572) ⚭1. Mary FitzAlan (Haus FitzAlan), ⚭2. Margaret Audley, ⚭3. Elizabeth Dacre; → Nachfahren siehe unten, Linie der Dukes of Norfolk (4. bis 13. Duke)
        2. Margaret Howard (1543–1590) ⚭ Henry Scrope, 9. Baron Scrope of Bolton
        3. Jane Howard (1546–1593) ⚭ Charles Neville, 6. Earl of Westmorland
        4. Katherine Howard (1538–1596) ⚭ Henry Berkeley, 7. Baron Berkeley
        5. Henry Howard, 1. Earl of Northampton (1540–1614)

      3. (2) Mary Howard (1519–1557) ⚭ Henry Fitzroy, 1. Duke of Richmond and Somerset
      4. (2) Thomas Howard, 1. Viscount Howard of Bindon (1520–1582); → Nachfahren siehe unten, Linie der Viscounts Howard of Bindon

    2. (1) Lord Edmund Howard (1478–1539) ⚭ Joyce Culpeper
      1. Catherine Howard († 1542) ⚭ König Heinrich VIII. von England

    3. (1) Edward Howard (1476–1513), Admiral
    4. (1) Elizabeth Howard (1480–1538) ⚭ Thomas Boleyn, 1. Earl of Wiltshire (1477–1539) (Eltern von Anne Boleyn (1501–1536))
    5. (1) Sir John Howard
    6. (1) Muriel Howard ⚭ John Grey 2. Viscount Lisle
    7. (2) Elizabeth Howard († 1536), ⚭ Henry Radclyffe, 2. Earl of Sussex
    8. (2) Thomas Howard (1511–1537)
    9. (2) Dorothy Howard ⚭ Edward Stanley, 3. Earl of Derby
    10. (2) Catherine Howard († 1554) ⚭1 Rhys ap Gruffydd FitzUrien, ⚭2 Henry Daubeney, 1. Earl of Bridgewater
    11. (2) Anne Howard ⚭ John de Vere, 14. Earl of Oxford
    12. (2) William Howard, 1. Baron Howard of Effingham (1510–1573) ⚭1 Katherine Broughton, ⚭2 Margaret Gamage; → Nachfahren siehe unten, Linie der Barone Howard of Effingham

#### Linie der Dukes of Norfolk (4. bis 13. Duke)
1. Thomas Howard, 4. Duke of Norfolk (1538–1572) ⚭1. Mary FitzAlan (Haus FitzAlan), ⚭2. Margaret Audley, ⚭3. Elizabeth Dacre; → Vorfahren siehe oben, Linie der Dukes of Norfolk (1. bis 4. Duke)
  1. (1) Philip Howard, 20. Earl of Arundel (1557–1595) ⚭ Anne Dacre
    1. Thomas Howard, 21. Earl of Arundel (1585–1646) ⚭ Lady Alathea Talbot (1585–1654)
      1. James Howard (1607–1624)
      2. Henry Howard, 22. Earl of Arundel (1608–1652)
        1. Thomas Howard, 5. Duke of Norfolk (1627–1677)
        2. Henry Howard, 6. Duke of Norfolk (1628–1684) ⚭ Anne Somerset
          1. Henry Howard, 7. Duke of Norfolk (1655–1701) ⚭ Mary Mordaunt
          2. Lord Thomas Howard (1662–1689) ⚭ Mary Savile
            1. Thomas Howard, 8. Duke of Norfolk (1683–1732) ⚭ Mary Shireburn
            2. Anne Howard (1683–1723) ⚭ Walter Aston, 4. Lord Aston of Forfar
            3. Edward Howard, 9. Duke of Norfolk (1685–1777) ⚭ Mary Blount († 1773)
            4. Philip Howard (1687–1750)
              1. hatte 4 Töchter

        3. Cardinal Philip Howard (1629–1694)
        4. Charles Howard (1635–1713) ⚭ Mary Tattershall
          1. Henry Charles Howard (1685–1720) ⚭ Mary Aylward
            1. Charles Howard, 10. Duke of Norfolk (1720–1786) ⚭ Catherine Brockholes
              1. Charles Howard, 11. Duke of Norfolk (1746–1815) ⚭1. Marion Coppinger, ⚭2. Frances Scudamore

        5. Bernard Howard (1639–1717) ⚭ Catherine Tattershall
          1. Bernard Howard (1674–1735) ⚭ Anne Roper
            1. Henry Howard (1713–1787) ⚭ Juliana Molyneux
              1. Bernard Edward Howard, 12. Duke of Norfolk (1765–1842) ⚭ Elizabeth Belasyse (1770–1819)
                1. Henry Howard, 13. Duke of Norfolk (1791–1856) ⚭ Charlotte Leveson-Gower (1788–1870); → Nachfahren siehe unten, Linie der Dukes of Norfolk (ab dem 13. Duke)

              2. Lord Henry Thomas Howard-Molyneux-Howard (1766–1824) ⚭ Elizabeth Long
                1. Henry Howard (1802–1875)
                  1. Henry Charles Howard (1850–1914) ⚭ Lady Mabel Harriet McDonnell
                    1. Joan Mabel Howard (1879–1963)
                    2. Captain Bernard Henry Esmé Howard (1880–1949) ⚭ Glory Evelyn Rollo

                  2. Sir Edward Stafford Howard (1851–1916) ⚭1 Lady Rachel Anne Georgina Campbell, ⚭2 Catherine Meriel Stepney
                  3. (1)Ruth Evelyn Howard (1877–1962) ⚭1 Gardner Sebastian Bazley, ⚭2 Commander Francis Charles Cadogan
                  4. (1)Major Sir Algar Henry Stafford Howard (1880–1970) ⚭ Violet Meysey-Thompson
                    1. Anne Violet Howard (* 1923) ⚭ John Cahill
                    2. Elizabeth Helen Howard (* 1924) ⚭ Harold William Norman Suckling

                  5. (1)Alianore Rachel Howard (1886–1974) ⚭ Major Arthur Talbot-Ponsonby
                  6. (2)Margaret Catherine Howard (1913–1953) ⚭1 Major Patrick Wyndham Murray-Threipland, ⚭2 Alan Francis Welch
                  7. (2)Stafford Vaughan Stepney Howard (* 1915) ⚭1 Ursula Horlick, ⚭2  Mary Neville
                    1. (1)Nicholas Stafford Howard (1937–2008) ⚭ Phyllis Bethan Duckett
                      1. Cecilia Charlotte Howard (* 1968)
                      2. Henry James Stafford Howard (* 1972) ⚭ Dr. Anna F. Parsons
                        1. Nicholas Emanuel Stafford Howard (* 2009)

                    2. (2)Amanda Arianwen Cecilia Howard (* 1941) ⚭ Michael Noel Cottrell
                    3. (2)Lt.-Col. Murray Bernard Neville Cyprian Howard (* 1942) ⚭ Lavinia Zaria Lewis
                      1. Alexander Philip Wilder Howard (* 1971)
                      2. Catherine Anne Cardwell Howard (* 1972)

                    4. (2)Arianwen Catherine Cardwell Howard (* 1942) ⚭ Christopher Neville Neve
                      1. Thomas Wilder Neville Neve (* 1971)
                      2. Eleanor Marged Deborah Neve (* 1972)

                  8. Robert Mowbray Howard (1854–1928) ⚭1 Louisa Georgina Sneyd, ⚭2 Audrey Cecilia Campbell, ⚭3 Louisa Felicia Welby
                    1. Muriel Isabel Catherine Howard (1882–1959) ⚭ Tudor Ralph Castle
                    2. Major Henry Ralph Mowbray Howard-Sneyd (1883–1950) ⚭1 Helen Milicent James, ⚭2 Janet Emma Jameson Duthie
                      1. (1) Diana Katherine Howard (1913–2003)
                      2. (1) Pamela Evelyn Howard (1914–1998)
                      3. (1) Audrey Elizabeth Howard (1916–1994)
                      4. (1) Rosemary Millicent Howard (1917–1986)
                      5. (1) Joan Margery Howard (1921–2001)
                      6. (2) Thomas Henry Gavin Howard-Sneyd (1940–2010) ⚭ Serena Patience Lumley
                        1. Henry Lyulph Howard-Sneyd (* 1965) ⚭ Ursula McCarthy
                          1. Chiara Zuleika Howard-Sneyd (* 1997)
                          2. Anoushka Lara Howard-Sneyd (* 2002)

                        2. Antonia Caroline Howard-Sneyd (* 1969)
                        3. Justin Andrew Howard-Sneyd (* 1996)

                    3. Lieutenant Lyulph Walter Mowbray Howard (1885–1915)

                  9. Elizabeth Catherine Howard (1856–1929) ⚭ Henry Herbert, 4. Earl of Carnarvon
                  10. Maud Isabel Howard (1858–1929) ⚭ Francis William Leyborne-Popham
                  11. Esmé Howard, 1. Baron Howard of Penrith (1863–1939) ⚭ Lady Isabella Giustiniani-Bandini
                    1. Esme Joseph Henry Sigismondo Howard (1903–1926)
                    2. Francis Howard, 2. Baron Howard of Penrith (1905–1999) ⚭ Anne Hotham
                      1. Philip Howard, 3. Baron Howard of Penrith (* 1945) ⚭ Sarah Sophia Walker
                        1. Natasha Mary Howard (* 1970) ⚭ Simon Richard Lewis Thomas
                        2. Thomas Philip Howard (* 1974)
                        3. Laura Isabella Howard (* 1976)
                        4. Michael Barclay Howard (* 1984)

                      2. Michael Edmund Howard (1947–2007) ⚭ Heather Kenmure
                      3. David Francis Howard (* 1949) ⚭ Diana Radway
                        1. Rachel Anne Howard (* 1982)
                        2. Alice Isabella Howard (* 1983)
                        3. Olivia Charlotte Howard (* 1986)
                        4. Frances Elizabeth Howard (* 1988)
                        5. Charlotte Grace Howard (* 1993)

                      4. William John Howard (* 1953) ⚭ Alexandra Josephine Graham
                        1. Miranda Catherine Howard (* 1982)
                        2. Elizabeth Clara Howard (* 1984)

                    3. Hubert John Edward Dominic Howard (1907–1987) ⚭ Donna Lelia Calista Ada Caetani
                    4. Edmund Bernard Carlo Howard (1909–2005) ⚭ Cécile Geoffroy-Dechaume
                      1. Anne Elizabeth Howard (1937–1937)
                      2. Esmé Francis Howard (* 1938) ⚭1 Tessa Longhurst Meredith, ⚭2 Diane Marie Kacic
                        1. (1) Dominic William Howard (* 1964) ⚭ Belinda Sarah Cassidy
                          1. Eleanor Louise Tessa Howard (* 1997)
                          2. Mary Elizabeth Sarah Howard (* 2000)

                        2. (1) Elizabeth Anne Howard (* 1965) ⚭ Benedict Dunhill
                        3. (1) Stephen Anthony Howard (* 1966) ⚭ Emma Louise Platt
                          1. C. Howard (* 1998)
                          2. William Edmund Robert Howard (* 2000)

                        4. (2) Edmund Philip Howard (* 1980)
                        5. (2) Katherine Leila Howard (* 1984)

                      3. John Edmund Howard (* 1940) ⚭ Gloria Cano
                        1. Patricia Anita Howard (* 1972)
                        2. Alejandro Howard (1973–1994)
                        3. Caterina Howard (* 1977)
                        4. Francis Howard (* 1985)

                      4. Anthony Richard Tonino Howard (* 1947) ⚭ Anstice Bridget Gibbs
                        1. Cecily Mary Margaret Howard (* 1983)
                        2. Geoffrey John Bernard Howard (* 1986)

                      5. Katherine Isabella Howard (* 1953) ⚭ Rev. Christopher Woods

                    5. Lt.-Col. Henry Anthony Camillo Howard (1913–1977) ⚭ Adèle Le Bourgeois Alsop
                      1. Mary Rosalind Howard (* 1938) ⚭ Ian Harlowe Lowe
                      2. Susan Isabella Howard (1940–1963)
                      3. Joan Dacre Howard (* 1946) ⚭ William J. Lacey
                      4. Adèle Cristina Sophia Howard (* 1952) ⚭ Timothy John Palmer
                      5. Charlotte Fell Howard (* 1953) ⚭ Ian Mintrim

              3. Mary Howard (1767–1843) ⚭ Robert Petre, 10. Baron Petre (Sohn von Robert Petre, 9. Baron Petre und Juliana Howard)
              4. Juliana Howard (1769–1833) ⚭ Robert Petre, 9. Baron Petre
              5. Edward Charles Howard (1774–1816) ⚭ Elizabeth Maycock
                1. Edward Gyles Howard (1805–1840) ⚭ Frances Anne Heneage
                  1. Cardinal Edward Henry Howard (1829–1892)

      3. Mary Anne Howard (1614–1658)
      4. William Howard, 1. Viscount Stafford (1614–1680)

  2. Lady Margaret Howard (um 1559–1591) ⚭ Robert Sackville, 2. Earl of Dorset
  3. (2) Thomas Howard, 1. Earl of Suffolk (1561–1626) ⚭1 Mary Dacre, ⚭2 Katherine Knyvett; → Nachfahren siehe unten, Linie der Earls of Suffolk
  4. (2) William Howard (1563–1640) ⚭ Elizabeth Dacre
    1. Margaret Howard ⚭ Sir Thomas Cotton, 2. Baronet
    2. Mary Howard ⚭ Sir John Wintour
    3. Sir Philip Howard (1581–vor 1640) ⚭ Margaret Carryl
      1. Alathea Howard ⚭ Thomas Fairfax, 2. Viscount Fairfax
      2. Sir William Howard ⚭ Mary Eure
        1. Frances Howard
        2. Colonel Thomas Howard († 1678)
        3. Philip Howard
        4. Elizabeth Howard
        5. Margaret Howard († 1664)
        6. Catherine Howard († 1668)
        7. William Howard (um 1627–1644)
        8. Charles Howard, 1. Earl of Carlisle (vor 1629–1684/85); → Nachfahren siehe unten, Linie der Earls of Carlisle

    4. Sir Charles Howard (1583–1652)
      1. John Howard (um 1616–1643) ⚭ Dorothea Hasells
        1. Ralph Howard († 1710) ⚭ Katherine Sotheby
          1. Hugh Howard (1675–1738) ⚭ Thomasine Langston
          2. Rt. Rev. Robert Howard (1683–1740), Bischof von Killala, Bischof von Elphin, ⚭ Patience Boleyn
            1. Katherine Howard († 1775) ⚭ John Crichton, 1. Earl Erne of Crom Castle
            2. Ralph Howard, 1. Viscount Wicklow († 1789) ⚭ Alice Forward, 1. Countess of Wicklow; → Nachfahren siehe unten, Linie der Earls of Wicklow
            3. Mary Howard ⚭1 John Stoyte ⚭2 Hon. Robert Butler

          3. Katherine Howard ⚭ Sir Thomas Molyneux, 1. Baronet

    5. Sir Francis Howard (1588–1660) ⚭1 Margeret Preston, ⚭2 Mary Widdrington
      1. (1) Colonel Thomas Howard († 1643)
      2. (1) Elizabeth Howard ⚭ Edward Standish
      3. (1) Margaret Howard ⚭ Sir Thomas Haggerston, 2. Baronet
      4. (2) William Howard († 1708) ⚭ Jane Dalston
        1. Thomas Howard († 1740) ⚭1 Barbara Lowther, ⚭2 Barbara Musgrave
        2. (1) vier Töchter
        3. (2) Philip Howard (1730–1810) ⚭ Ann Witham
          1. Maria Howard († 1837) ⚭ George William Petre
          2. Henry Howard (1757–1842) ⚭ Catherine Mary Neave
            1. Adeliza Maria Howard († 1833) ⚭ Henry William Petre
            2. Philip Henry Howard (1801–1883) ⚭ Elizabeth Minto Canning
              1. Philip John Canning Howard (1853–1934) ⚭ Alice Clare Constable-Maxwell
                1. Ursula Mary Howard (1879–1960) ⚭ Sir Henry Lawson, 3. Baronet

            3. Catherine Howard (um 1802–1861) ⚭ Philip Stourton
            4. Emma Agnes Howard (1803–1861) ⚭ William Petre, 11. Baron Petre
            5. Sir Henry Francis Howard (1809–1898) ⚭ Sevilla Erskine, ⚭ Marie Ernestine von der Schulenburg
            6. (1) Isabella Howard († 1905)
            7. (1) Adela Howard († 1914)
            8. (2) Catherine Mary Howard († 1905) ⚭   Ernst Graf von Rechberg († 1913)
            9. (2) Mary Louisa Howard († 1940) ⚭ Ludwig Freiherr von Aretin (1845–1882)
            10. (2) Sir Henry Howard (1843–1921) ⚭ Cecilia Riggs
              1. Marie Ernestine Howard (1868–1954) ⚭ Rudolf Heinrich Freiherr von Recum  († 1944)
              2. George Howard (1869–1919) ⚭ Mary Allen Clagett
                1. Captain Henry Howard (1907–1955) ⚭ Natalie Bayard Merrill
                  1. Natalie Bayard Howard (* 1942) ⚭ Peter Alan Gordon
                  2. George Howard (* 1944) ⚭  Ilse Bay Tarafa
                  3. Mary Mowbray Howard (* 1948) ⚭ Robert Charczuk

              3. Janet Madelaine Cecilia Howard (1871–1960)
              4. Commander Henry Mowbray Howard (1873–1953) ⚭ Norah Dunlop-Watson
                1. Joan Cecilia Howard (* 1917) ⚭ Captain Brent Hutton-Williams
                2. Captain Henry Edmund Howard (1923–1999) ⚭ Sheila Brown
                  1. Henry Colin Francis Howard (* 1947) ⚭ Katharine Rowe
                    1. Thomas William Howard (* 1977)
                    2. Charles Philip Howard (* 1979)
                    3. Jane Howard (* 1982)

                  2. Catherine Jane Howard (* 1950) ⚭ Edward Bruce Williams

              5. Alice Lawrason Howard (1876–1942)

            11. (2) Sevilla Catherine Howard (1844–1846)
            12. (2) Maj.-Gen. Sir Francis Howard (1848–1930) ⚭ Gertrude Jane Boyd
              1. Francis Howard (1896–1903)
              2. Marjorie Howard (1903–1982) ⚭ George Villiers

      5. (2) Francis Howard (1635–1702) ⚭ Dorothy Towneley
        1. Ann Howard ⚭ Marmaduke Langdale

##### Linie der Dukes of Norfolk (ab dem 13. Duke)
1. Henry Howard, 13. Duke of Norfolk (1791–1856) ⚭ Charlotte Levenson-Gower (1788–1870); → Vorfahren siehe oben, Linie der Dukes of Norfolk (4. bis 13. Duke)
  1. Henry Fitzalan-Howard, 14. Duke of Norfolk (1815–1860) ⚭ Augusta Lyons (1821–1886)
    1. Viktoria Fitzalan-Howard (1840–1870) ⚭ James Hope-Scott
    2. Minna Fitzalan-Howard (1843–1921)
    3. Mary Fitzalan-Howard (1845–1925)
    4. Henry Fitzalan-Howard, 15. Duke of Norfolk (1847–1917) ⚭1. Flora Abney-Hastings, ⚭2. Gwendoline Herries
      1. (1) Philip Fitzalan-Howard, Earl of Arundel and Surrey (1879–1902)
      2. (2) Mary Fitzalan-Howard (1905–1992) ⚭ Colin Davidson
      3. (2) Bernard Fitzalan-Howard, 16. Duke of Norfolk (1908–1975) ⚭ Hon. Lavinia Strutt (1916–1995)
        1. Anne Fitzalan-Howard (* 1938) ⚭ Colin Cowdrey
        2. Mary Fitzalan-Howard (* 1940) ⚭ Anthony Mumford
        3. Sarah Fitzalan-Howard (* 1941) ⚭ Nigel Clutton
        4. Theresa Fitzalan-Howard (* 1945) ⚭ Michael Kerr, 13. Marquess of Lothian

      4. (2) Katherine Fitzalan-Howard (1912–2000) ⚭ Joseph Phillips

    5. Ethelreda Fitzalan-Howard (1849–1926)
    6. Philippa Fitzalan-Howard (1852–1946) ⚭ Sir Edward Stewart
    7. Edmund Fitzalan-Howard, 1. Viscount FitzAlan of Derwent (1855–1947) ⚭ Mary Bertie
      1. Henry Fitzalan-Howard, 2. Viscount FitzAlan of Derwent (1883–1962) ⚭ Joyce Langdale
        1. 2 Töchter

    8. Anne Fitzalan-Howard (1857–1931) ⚭ Maj.-Gen. Ralph Kerr
    9. Margaret Fitzalan-Howard (1860–1899)

  2. Edward Fitzalan-Howard, 1. Baron Howard of Glossop (1818–1883) ⚭1. Augusta Talbot, ⚭2. Winifred de Lisle
    1. (1) Francis FitzAlan-Howard, 2. Baron Howard of Glossop ⚭1. Clara Greenwood († 1887), ⚭2. Hyacinthe Scott-Kerr (1865–1930)
      1. (1) Muriel FitzAlan-Howard (1884–1962)
      2. (1) Bernard FitzAlan-Howard, 3. Baron Howard of Glossop (1885–1972) ⚭ Mona Stapleton, 11. Baroness Beaumont (1894–1971)
        1. Miles Francis Stapleton Fitzalan-Howard, 17. Duke of Norfolk (1915–2002) ⚭ Anne Constable-Maxwell (* 1927)
          1. Tessa FitzAlan-Howard (* 1950) ⚭ Roderick Balfour
          2. Carina FitzAlan-Howard (* 1952) ⚭ David Frost (Fernsehmoderator)
          3. Marcia FitzAlan-Howard (* 1953) ⚭1. Patrick Ryecart, ⚭2. Nick George
          4. Edward Fitzalan-Howard, 18. Duke of Norfolk (* 1956) ⚭ Georgina Gore (* 1962)
            1. Henry FitzAlan-Howard, Earl of Arundel (* 1987)
            2. Rachel FitzAlan-Howard (* 1989)
            3. Thomas FitzAlan-Howard (* 1992)
            4. Isabel FitzAlan-Howard (* 1994)
            5. Philip FitzAlan-Howard (* 1996)

          5. Gerald FitzAlan-Howard (* 1962) ⚭ Emma Roberts

        2. Michael FitzAlan-Howard (1916–2007) ⚭ Jean Hamilton-Dalrymple
        3. Mariegold FitzAlan-Howard (1919–1992) ⚭ Gerald Jamieson
        4. Captain Martin FitzAlan-Howard (1922–2003) ⚭ Bridget Keppel
        5. Miriam FitzAlan-Howard (1924–1996) ⚭ Theodore Hubbard
        6. Miranda FitzAlan-Howard (* 1927) ⚭ Christopher Emmett
        7. Mirabel FitzAlan-Howard (* 1931) ⚭ Bernard Kelly
        8. Mark FitzAlan-Howard (* 1934)

      3. (2) Frances FitzAlan-Howard (* 1892) ⚭ George Greaves
      4. (2) Lt. Philip FitzAlan-Howard (1895–1918)

  3. Mary FitzAlan-Howard (1822–1897) ⚭ Thomas Foley, 4. Baron Foley
  4. Bernard Fitzalan-Howard (1825–1846)
  5. Adeliza Fitzalan-Howard († 1904) ⚭ George Manners

#### Linie der Earls of Suffolk
1. Thomas Howard, 1. Earl of Suffolk (1561–1626) ⚭1 Mary Dacre, ⚭2 Katherine Knyvett; → Vorfahren siehe oben, Linie der Dukes of Norfolk (4. bis 13. Duke)
  1. (2) Theophilus Howard, 2. Earl of Suffolk (1584–1640) ⚭ Lady Elizabeth Home
    1. Lady Katherine Howard († 1650) ⚭1 George Stewart, Seigneur d'Aubigny  (1618–1649), ⚭2 James Livingston, 1. Earl of Newburgh
    2. Lady Elizabeth Howard († 1704/05) ⚭ Algernon Percy, 4. Earl of Northumberland
    3. Lady Frances Howard († um 1677) ⚭ Sir Edward Villiers
    4. Thomas Howard
      1. James Howard († 1669) ⚭ Charlotte FitzRoy, illegitime Tochter König Karls II. von England
        1. Stuarta Howard († 1706)

    5. Lady Anne Howard ⚭ Colonel Thomas Walsingham
    6. Sir Robert Howard ⚭ Catherine Neville
    7. James Howard, 3. Earl of Suffolk (1620–1689) ⚭1 Susannah Rich Barbara, ⚭2 Villiers, ⚭3 Lady Anne Montagu
      1. (1) Lady Essex Howard ⚭ Edward Griffin, 1. Baron Griffin of Braybrooke
      2. (2) Lady Elizabeth Howard (1656–1681) ⚭ Sir Thomas Felton, 4. Baronet

    8. Lady Margaret Howard (1622/23–1689) ⚭ Roger Boyle, 1. Earl of Orrery
    9. George Howard, 4. Earl of Suffolk (1625–1691) ⚭ Mary Wroth
    10. Henry Howard, 5. Earl of Suffolk (1627–1709) ⚭ Mary Stewart
      1. Henry Howard, 6. Earl of Suffolk, 1. Earl of Bindon (um 1670–1718) ⚭1 Lady Auberie O’Brien, ⚭2 Lady Henrietta Somerset
        1. Charles Howard, 7. Earl of Suffolk, 2. Earl of Bindon (1693–1721/22)

      2. Edward Howard, 8. Earl of Suffolk († 1731)
      3. Charles Howard, 9. Earl of Suffolk (1675–1733) ⚭ Henrietta Hobart
        1. Henry Howard, 10. Earl of Suffolk (1706–1745)

  2. (2) Lady Catherine Howard († 1672/73)
  3. (2) Henry Howard
  4. (2) Sir Charles Howard
  5. (2) Sir Robert Howard
  6. (2) Sir William Howard
  7. (2) Edward Howard, 1. Baron Howard of Escrick († 1675) ⚭ Mary Boteler
    1. Thomas Howard, 2. Baron Howard of Escrick († 1678) ⚭ Lady Elizabeth Mordaunt
    2. William Howard, 3. Baron Howard of Escrick († 1694) ⚭ Frances Bridgeman
      1. Charles Howard, 4. Baron Howard of Escrick ⚭ Elizabeth Brydges
        1. Charlotte Howard ⚭ Robert Bing

    3. Anne Howard († 1703) ⚭ Charles Howard, 1. Earl of Carlisle

  8. (2) Lady Elizabeth Howard (1586–1658)
  9. (2) Thomas Howard, 1. Earl of Berkshire (um 1590–1669) ⚭ Lady Elizabeth Cecil
    1. Lady Mary Howard
    2. Charles Howard, 2. Earl of Berkshire (um 1615–1679) ⚭ Dorothy Savage
      1. Anne Howard (um 1650–1682) ⚭ Sir Henry Bedingfeld, 2. Baronet

    3. Thomas Howard, 3. Earl of Berkshire (1619–1706) ⚭1 Frances Harrison, ⚭2 Mary Parker
      1. (1) Lady Frances Howard († 1707) ⚭ Sir Henry Winchcombe, 1. Baronet
      2. Lady Elizabeth Howard (um 1638–1714) ⚭ John Dryden

    4. Henry Howard (1620–1663) ⚭ Elizabeth Spencer
    5. Sir Robert Howard (1622–1698)
      1. Thomas Howard ⚭ Diana Newport
        1. Diana Howard († 1709) ⚭ Edward Ward, 8. Baron Dudley

    6. William Howard (* 1622) ⚭ Elizabeth
      1. Craven Howard († 1700) ⚭ Mary Bowes
        1. Henry Howard, 11. Earl of Suffolk, 4. Earl of Berkshire (1686–1757) ⚭ Catherine Graham
          1. William Howard, Viscount Andover (1714–1756) ⚭ Lady Mary Finch
            1. Frances Howard ⚭ Richard Howard
            2. Henry Howard, 12. Earl of Suffolk, 5. Earl of Berkshire (1739–1779) ⚭ Mary Constantia Hamden
              1. Henry Howard, 13. Earl of Suffolk, 6. Earl of Berkshire (*/† 1779)

          2. Thomas Howard, 14. Earl of Suffolk, 7. Earl of Berkshire (1721–1783) ⚭ Elizabeth Kingscote
            1. Lady Diana Howard (1748–1816) ⚭ Sir Michael le Fleming, 4. Baronet

      2. Dorothy Howard ⚭ Colonel James Graham

    7. Lady Frances Howard (um 1627–1670)
    8. Colonel Philip Howard (1629–1717) ⚭ Mary Jennings
      1. Captain James Howard (1679–1722) ⚭ Katherine Booth
        1. Catherine Elizabeth Howard (1700–1775) ⚭ Narcissus Charles Proby
        2. Martha Maria Howard (1705–1797) ⚭ Rev. Charles Hervey

      2. Captain Charles Howard (* 1681) ⚭ Elizabeth Batten
        1. Philip Howard († 1741) ⚭ Margaret Screen
          1. Mary Howard (* 1735)
          2. John Howard, 15. Earl of Suffolk, 8. Earl of Berkshire (1739–1820) ⚭ Julia Gaskarth
            1. Charles Howard, Viscount Andover (1775–1800) ⚭ Lady Jane Elizabeth Coke
            2. Thomas Howard, 16. Earl of Suffolk, 9. Earl of Berkshire (1776–1851) ⚭ Elizabeth Jane Dutton
              1. Jane Elizabeth Howard († 1861) ⚭ Sir John Ogilvy, 9. Baronet
              2. Lady Elizabeth Howard (1803–1845) ⚭ James Dutton, 3. Baron Sherborne
              3. Charles Howard, 17. Earl of Suffolk, 10. Earl of Berkshire (1804–1876) ⚭ Isabella Catherine Howard
                1. Henry Howard, 18. Earl of Suffolk, 11. Earl of Berkshire (1833–1898) ⚭ Mary Eleanor Lauderdale Coventry
                  1. Lady Mary Muriel Sophie Howard (1870–1938) ⚭ Henry Robert Beauclerk Coventry
                  2. Lady Eleanor Mabel Howard (1873–1945) ⚭ Lionel Francis George Byng
                  3. Lady Agnes Isabel Howard (* 1874) ⚭  Major Arthur Vernon Poynter
                  4. Henry Howard, 19. Earl of Suffolk, 12. Earl of Berkshire (1877–1917) ⚭ Margaret Hyde Leiter
                    1. Charles Howard, 20. Earl of Suffolk, 13. Earl of Berkshire (1906–1941) ⚭ Mimi Forde-Pigott
                      1. Michael Howard, 21. Earl of Suffolk, 14. Earl of Berkshire (1935–2022) ⚭1 Simone Litman, ⚭2 Anita Fuglesang
                        1. (1) Lucinda Howard (1961–vor 1997)
                        2. (2) Alexander Howard, 22. Earl of Suffolk (* 1974) ⚭ Victoria Hamilton
                          1. Eloise Howard (* 2013)
                          2. Arthur Howard (* 2014)

                      2. Maurice David Henry Howard (* 1936) ⚭ Catherine M. V. Summers
                        1. Annabel Frances Victoria Howard (* 1979)

                      3. Patrick Greville Howard (* 1940) ⚭ Mary Elizabeth Royden Johnson
                        1. Jason Patrick Howard (* 1968) ⚭ Amanda Jane Waterlow
                        2. Rory Alexander Howard (* 1970)
                        3. Timothy Charles Howard (* 1973)
                        4. Charles Edward Howard (* 1974)

                    2. Cecil John Arthur Howard (1908–1985) ⚭ Frances Dean
                    3. Lt.-Cdr. Greville Reginald Howard (* 1909) ⚭ Mary Ridehalgh
                      1. Caroline Margaret Howard (* 1947)

                  5. Katherine Millicent Howard (1883–1961)
                  6. James Knyvett Estcourt Howard (1886–1964) ⚭ Nancy Lubbock
                    1. Virginia Mary Eloise Howard (* 1926) ⚭ Captain David John Richard Ker
                    2. Priscilla Margaret Howard (* 1930) ⚭ Jeremy Porter

                2. Greville Theophilus Howard (1836–1880) ⚭ Lady Audrey Jane Charlotte Townshend
                  1. Dorothy Elizabeth Howard (1875–1952) ⚭  Ralph E. Macan
                  2. Joyce Ethelreda Howard (1876–1961) ⚭ Sir Arthur Doyle, 4. Baronet
                  3. Lieutenant Henry Grenville Howard (1877–1899)
                  4. Sir Charles Alfred Howard (1878–1958) ⚭ Miriam Eleanore Dansey
                    1. Diana Mary Howard (1909–1918)
                    2. Lt.-Col. Henry Redvers Greville Howard (* 1911) ⚭1 Patience Nicholl ⚭2 Odette Mireille Clark
                      1. (1) Greville Howard, Baron Howard of Rising (* 1941)⚭ Mary Cortland Culverwell
                        1. Thomas Henry Greville Howard (* 1983)
                        2. Annabel Rosemary Diana Howard (* 1984)
                        3. Charles Edward John Howard (* 1986)

                      2. (1) Amanda Susan Diana Howard (* 1943)
                      3. (2) Katherine Venetia Howard (* 1948)

                3. Lieutenant Bernard Thomas Howard (1841–1868)
                4. Isabella Julia Elizabeth Howard (1843–1910) ⚭ Francis Henry Atherley
                5. Cecil Molyneux Howard (1849–1903) ⚭  Amy Schuster

              4. Captain Henry Thomas Howard (1808–1851) ⚭ Georgiana Maria Guise
                1. Elizabeth Frances Howard (um 1845–1898) ⚭ Richard William Selby-Lowndes

              5. John Howard (1811–1823)
              6. Richard Edward Howard (1812–1873)
              7. James Kenneth Howard (1814–1882) ⚭ Lady Louisa Petty-FitzMaurice
                1. Winifrede Howard († 1933) ⚭ Maj.-Gen. Cyril Ducat
                2. Kenneth Howard-Bury (1845–1885) ⚭ Lady Emily Alfreda Julia Bury
                  1. Lt.-Col. Charles Kenneth Howard-Bury (1883–1963)
                  2. Marjorie Alfreda Beaujolois Howard-Bury (1885–1907)

          3. Philip Howard (* 1741)

        2. Mary Howard (1700–1744) ⚭ Henry Scott, 1. Earl of Deloraine

  10. (2) Lady Frances Howard (1590–1632) ⚭1 Robert Devereux, 3. Earl of Essex, ⚭2 Robert Carr, 1. Earl of Somerset

#### Linie der Earls of Carlisle
1. Charles Howard, 1. Earl of Carlisle (vor 1629–1684/85) ⚭ Anne Howard († 1703); → Vorfahren siehe oben, Linie der Dukes of Norfolk (4. bis 13. Duke)
  1. Lady Mary Howard († 1708) ⚭  Sir John Fenwick, Baronet
  2. Lady Catherine Howard († 1684)
  3. Edward Howard, 2. Earl of Carlisle (1646–1692) ⚭ Elizabeth Uvedale
    1. Mary Howard
    2. Charles Howard, 3. Earl of Carlisle (1669–1738) ⚭ Lady Anne de Vere Capell
      1. Henry Howard, 4. Earl of Carlisle (1693–1758) ⚭1 Lady Frances Spencer, ⚭2 Isabella Byron
        1. (1) Lady Arabella Howard († um 1746) ⚭ Jonathan Cope
        2. (1) Lady Diana Howard († 1770) ⚭ Thomas Duncombe
        3. (1) Charles Howard, Viscount Morpeth (1719–1741)
        4. (1) Robert Howard, Viscount Morpeth (1725/26–1743)
        5. (2) Lady Elizabeth Howard (1746–1813) ⚭1 Peter Delmé, ⚭2 Captain Chares Garnier
        6. (2) Frederick Howard, 5. Earl of Carlisle (1748–1825) ⚭ Lady Margaret Caroline Leveson-Gower
          1. Lady Isabella Caroline Howard (1771–1848) ⚭ John Campbell, 1. Baron Cawdor of Castlemartin
          2. George Howard, 6. Earl of Carlisle (1773–1848) ⚭ Lady Georgiana Dorothy Cavendish
            1. Lady Caroline Georgiana Howard († 1881) ⚭ William Saunders Sebright Lascelles
            2. Lady Georgiana Howard († 1860) ⚭ George Agar-Ellis, 1. Baron Dover
            3. Lady Elizabeth Dorothy Anne Georgiana Howard († 1891) ⚭ Reverend Francis Richard Grey
            4. Lady Mary Matilda Georgiana Howard († 1892) ⚭ Henry Labouchère, 1. Baron Taunton
            5. George Howard, 7. Earl of Carlisle (1802–1864)
            6. Frederick George Howard (1805–1834)
            7. Lady Harriet Elizabeth Georgiana Howard (1806–1868) ⚭ George Sutherland-Leveson-Gower, 2. Duke of Sutherland
            8. Reverend William Howard, 8. Earl of Carlisle (1808–1889)
            9. Admiral Edward Howard, 1. Baron Lanerton (1809–1880) ⚭ Diana Harriet Louisa Ponsonby
            10. Lady Blanche Georgiana Howard (1812–1840) ⚭ William Cavendish, 7. Duke of Devonshire
            11. Charles Wentworth George Howard (1814–1879) ⚭ Mary Priscilla Harriet Parke
              1. George Howard, 9. Earl of Carlisle (1843–1911) ⚭ Rosalind Frances Stanley
                1. Lady Mary Henrietta Howard (1865–1956) ⚭ George Gilbert Aimé Murray
                2. Charles Howard, 10. Earl of Carlisle (1867–1912) ⚭ Rhoda Ankaret L'Estrange
                  1. George Howard, 11. Earl of Carlisle (1895–1963) ⚭1 Bridget Hore-Ruthven, 11. Lady Ruthven of Freeland, ⚭2 Esmé Mary Iredell
                    1. (1) Lady Caroline Bridget Dacre Howard (* 1919)
                    2. (1) Charles Howard, 12. Earl of Carlisle (1923–1994) ⚭ Ela Hilda Aline Beaumont
                      1. Lady Jane Annabelle Howard (* 1947) ⚭1 John David Vaughan Seth-Smith, ⚭2 Rodney S. Ledward
                      2. George Howard, 13. Earl of Carlisle (* 1949)
                      3. Lady Emma Bridget Howard (* 1952) ⚭1 John Philip Charles Langton-Lockton, ⚭2 Robie Patrick Maxwell Uniacke, ⚭3 Guy Mark Sisson
                      4. Philip Charles Wentworth Howard (* 1963) ⚭ Elizabeth Moore
                        1. William Howard
                        2. Alexandra Howard (* 1997)

                    3. (2) Lady Susan Ankaret Howard (* 1948) ⚭1 Charles James Buchanan-Jardine, ⚭2 Count Hubert Charles de Meyer

                  2. Lady Constance Ankaret Howard (1897–1964)
                  3. Lady Ankaret Cecilia Caroline Howard (1900–1945) ⚭ Sir William Jackson, 7. Baronet
                  4. Lady Elizabeth Henrietta Howard (1903–1969) ⚭ Lawrence Robert Maconochie-Welwood

                3. Lady Cecilia Maude Howard (1868–1947) ⚭ Charles Henry Roberts
                4. Hubert George Lyulph Howard (1871–1898)
                5. Christopher Edward Howard (1873–1896)
                6. Oliver Howard (1875–1908) ⚭ Muriel Mary Temple Stephenson
                  1. Hubert Arthur George Howard (1901–1986) ⚭ Moira Magee
                    1. David Charles Hubert Howard (* 1940) ⚭1 Pamela Mary Rose, ⚭2 Norma Ellen Sparks
                      1. (1) Susan Mary Howard (* 1963)
                      2. (1) Rosalind Emma Howard (* 1966)
                      3. (2) Oliver Charles Frederick Howard (* 1980)

                    2. Lavinia Moira Howard (* 1944) ⚭ Christopher Thomas Bernard Turville-Constable-Maxwell

                  2. Gwendolen Georgiana Howard (1902–1936) ⚭ Captain Roger Bevan Crewdson

                7. Geoffrey William Algernon Howard (1877–1935) ⚭ Ethel Christian Methuen
                  1. Dame Rosemary Christian Howard (1916–1999)
                  2. Mark Paul Geoffrey Howard (1918–1944)
                  3. George Howard, Baron Howard of Henderskelfe (1920–1984) ⚭ Lady Cecilia Blanche Genevieve FitzRoy
                    1. Henry Francis Geoffrey Howard (1950–2008)
                    2. Nicholas Paul Geoffrey Howard (* 1952) ⚭1 Amanda Kate Victoria Nimmo, ⚭2 Victoria Barnsley
                      1. (1) George Fulco Geoffrey Howard (* 1985)
                      2. (2) Blanche Mary Howard (* 1994)

                    3. Simon Bartholomew Geoffrey Howard (1956–2022) ⚭1 Annette Marie Smallwood, ⚭2 Rebecca Verassana Sieff
                      1. (2) Merlin Jasper Geoffrey Howard (* 2002)
                      2. (2) Octavia Cecilia Giselle Howard (* 2002)

                    4. Anthony Michael Geoffrey Howard (* 1958) ⚭ Linda Louise McGrady
                      1. Arabella Blanche Geneviève Howard (* 1986)
                      2. Grania Alexandra Louise Howard (* 1988)

                  4. Christopher John Geoffrey Howard (1922–1944)
                  5. Katharine Cecelia Gabriel Howard (* 1930) ⚭ Stephen Nicholas Spens

                8. Lieutenant Michael Francis Stafford Howard (1880–1917) ⚭ Nora Hensman
                  1. Lieutenant Eric Bertram Howard (1917–1943)
                  2. Geraldine Mary Howard (* 1917) ⚭ Dr. Hugh Reginald Jolly

                9. Lady Dorothy Georgiana Howard (1881–1968) ⚭ Francis Eden, 6. Baron Henley
                10. Elizabeth Dacre Howard (* 1883)
                11. Lady Aurea Fredeswide Howard (* 1884) ⚭1 Denyss Chamberlaine Wace, ⚭2 Major Thomas MacLeod

            12. Henry George Howard (1818–1879) ⚭ Mary Wellesley McTavish

          3. Lady Charlotte Howard (1774–1774)
          4. Lady Susan Howard (1776–1783)
          5. Lady Louisa Howard (1778–1781)
          6. Lady Elizabeth Howard (1780–1825) ⚭ John Manners, 5. Duke of Rutland
          7. William Howard (1781–1843)
          8. Lady Gertrude Howard (1783–1870) ⚭ William Sloane Stanley
          9. Major Frederick Howard (1785–1815) ⚭ Frances Susan Lambton
            1. Frederick John Howard (1814–1897) ⚭ Lady Fanny Cavendish
              1. Louisa Blanche Howard († 1871) ⚭ Cecil Foljambe, 1. Earl of Liverpool
              2. Margaret Fanny Howard († 1919) ⚭ Frederick John William Ponsonby
              3. Edith Susan Louisa Howard († 1922)
              4. William Frederick Howard (1838–1918)
              5. George Francis Howard (1840–1913)
              6. Frederick Compton Howard (1847–1909) ⚭ Ann Augusta Hitchcock
                1. Grace Mary Howard († 1921) ⚭ Alder Alderson-Smith
                2. Evelyn Fanny Louisa Howard († 1930) ⚭ Roger Ivan Hughes
                3. Helen Emma Edith Howard ⚭ Humphrey Butler
                4. Dorothy Ann Howard († 1936) ⚭ Reverend Philip Charles Walker
                5. Margaret Louisa Mary Howard (*/† 1877)
                6. Richard Fitzroy Howard (1879–1962) ⚭ Elsie Anne Clarkson
                  1. Elsie Anne Howard ⚭ William Byass Temple
                  2. Bertha Frances Grace Howard (* 1914) ⚭ Douglas Arthur Haley
                  3. Richard Frederick Robert Howard (1916–1978) ⚭ Jean McBride Taylor
                    1. Jane Anne McBride Howard (* 1951) ⚭ Andrew Hugh Ross MacLennan

                  4. Kathleen Victoria Howard (* 1918) ⚭ John Alan Lake
                  5. Helen Margaret Howard (1920–1941)
                  6. George William Howard (* 1924) ⚭ Barbara Enid Everett
                    1. Katherine Margaret Howard (* 1954) ⚭1 Peter Kay, ⚭2 Thomas Idris Bowen
                    2. Lesley Jane Howard (* 1957) ⚭ Stephen Hutty
                    3. Sarah Barbara Howard (* 1960) ⚭ Geoffrey van der Walt

                7. George Frederick Howard (1894–1957) ⚭ Jane Anne Scott Myrtle
                  1. Dr. Margaret Anne Myrtle Howard (* 1921) ⚭ Ralph Kenyon Hardy

              7. Alfred John Howard (1848–1916) ⚭ Mary Alice Kennedy
                1. Captain William Gilbert Howard (1877–1960) ⚭ Agnes Caroline Sophia Parnell
                  1. Lt.-Col. Frederick Henry Howard (* 1915) ⚭ Jean Margaret Parnell
                    1. Rose Howard (* 1953)
                    2. Henry James Howard (* 1956) ⚭ Philippa Charlotte Balfour Paul
                      1. William Henry Howard (* 1986)
                      2. Kiloran Rose Howard (* 1988)

                    3. John Dugald Howard (* 1958)

                  2. John William Howard (1917–1988) ⚭ Elizabeth Bligh Veasey
                    1. Sarah Elizabeth Anne Howard (* 1951) ⚭1 Robert James Rogers, ⚭2 Reverend Charles Patrick Sherlock
                    2. Eva Jane Agnes Howard (* 1953) ⚭ Brigadier Hugh Charles Gregory Willing
                    3. Lt.-Col. Jonathan Arthur Francis Howard (* 1955) ⚭ Louise Maria Theodora Backhouse
                      1. William Richard Michael Howard (* 1986)
                      2. George Jonathan Henry Howard (* 1988)
                      3. Henry John Arthur Howard (* 1989)

                  3. Mark Alfred Howard (* 1919)⚭ Judith Ruth Scott
                    1. Michael Gilbert Howard (* 1950)
                    2. Margaret Jean Howard (* 1952) ⚭ Colin MacLeod Campbell
                    3. William Mark Howard (* 1959)

                  4. Margaret Howard (* 1919) ⚭ Brigadier Christopher Charles Lloyd Browne
                  5. Agnes Nancy Howard (* 1921) ⚭ Major John Singleton Hattersley

                2. Vice-Admiral Ronald Howard (1878–1959) ⚭ Ruth Evelyn Coryton
                  1. Millicent Howard (* 1913) ⚭ Colonel Charles Richard Spencer
                  2. Major Michael William Howard (1917–1994) ⚭ Gillian Hester Shelley
                  3. Major Roger Alexander Howard (1919–1998) ⚭ Jean Alington
                    1. Alexandra Nancy Howard (* 1946) ⚭ Christopher Skidmore Taylor
                    2. Miranda Jane Howard (* 1948) ⚭ Petar Djedovic
                    3. Elvina Lucy Howard (* 1949) ⚭ Peter Robert Siddons

                3. Margaret Howard (1880–1970) ⚭ Claud William Biddulph
                4. Commander Frederick Charles Howard (1882–1936) ⚭ Catherine Harriet Bourne

              8. Gerald Richard Howard (1853–1945) ⚭ Ada Curtis
                1. Joan Edith Barbara Howard († 1983) ⚭ Bertram Eric Edmonds
                2. Alfred Howard (* 1888) ⚭ Merle Ethel McEwan
                3. Bertram Marcus Howard (1890–1970) ⚭ Phyllis Maude Lamb
                  1. Michael Cavendish Howard (* 1926) ⚭ Alice Beer
                  2. Richard Cavendish Howard (* 1936) ⚭ Diana Mary Wharton
                    1. Dale Robin Cavendish Howard (* 1960) ⚭ Michelle Redman
                      1. Jacob Lee Howard (* 1989)

                    2. Angela Claire Howard (* 1961) ⚭ Martin John Korchinsky
                    3. Timothy Richard Cavendish Howard (* 1962) ⚭ Anne Marcia Bennett
                      1. Ellen Francesca Howard (* 1988)
                      2. Daniel Timothy Cavendish Howard (* 1989)

                    4. James David Cavendish Howard (* 1968) ⚭ Leanda Ruston
                      1. Tyler James Cavendish Howard (* 1995)
                      2. Tavia Shan Cavendish Howard (* 1997)

                4. Mildred Rachel Howard (1896–1963) ⚭ Frederick George Foord
                5. Blanche Esther Muriel Howard (1904–1994) ⚭ Nobile Angelo Victor John de Rin de Capodistria

            2. Villiers Frederick Francis Howard (1815–1823)

          10. Very Reverend Henry Edward John Howard (1795–1868) ⚭ Henrietta Elizabeth Wright
            1. George Howard (1826–1917) ⚭1 Marion Southam, ⚭2 Jean Gilbert
            2. Captain John Henry Howard (1827–1925) ⚭ Eliza Salt
              1. Henry John Howard (1875–1876)
              2. Gertrude Alathea Howard (1876–1939)
              3. Commander Robert John Howard (1878–1965) ⚭ Violet Mary Collins
                1. Lt.-Col. John Thurstan Collins Howard (* 1919) ⚭  Margaret Mitchell Edyvean
                2. Henry Gerald Percival Howard (1922–1942)
                3. Ruth Mary Howard (* 1926) ⚭ Major Nicholas Robert Ogle

              4. Commander Charles Wilbraham John Howard (1880–1959) ⚭ Dorothy Ida Leigh Hare
                1. Major Geoffrey Charles Howard (* 1910)
                2. Susan Elizabeth Howard (1913–1994)

              5. Muriel Adelicia Howard (1883–1932)
              6. Algitha Fanny Howard (1883–1940) ⚭ Brig.-Gen. Charles Graeme Higgins
              7. Winifrede Alice Howard (1886–1949) ⚭ Francis Nevill Lloyd
              8. Edith Mary Howard (1888–1934)
              9. Edmund John Howard (* 1891)

            3. Charlotte Henrietta Howard (1830–1896) ⚭ Reverend Archibald George Campbell
            4. Vice-Admiral Edward Henry Howard (1832–1890) ⚭ Sophia Caroline Lucille Lynch
              1. Julia Margaret Lucille Howard
              2. Eleanor Caroline Henrietta Howard (1874–1967)
              3. Edward John Howard (1877–1896)
              4. Harold Edward Howard (1879–1953)

            5. Charles John Henry Howard (1834–1907) ⚭1 Lilla Durant, ⚭2 Agnes Catherine Randolph
            6. Reverend Henry Frederick Howard (1844–1938) ⚭ Eliza Minna Wasey
              1. Major Bernard Henry Howard (1879–1916) ⚭ Margaret Ellen Edith McMahon
                1. Marjorie Isabella Howard (* 1910) ⚭1 Lt.-Cdr. Robert Lampard, ⚭2 Commander Roger Hoyle
                2. Henry Bernhard Patrick Howard (1912–1915)
                3. Rosalind Alathea Howard (1914–1970) ⚭ Lt.-Col. James Dougal Moffatt
                4. Margaret Elizabeth Howard (1880–1955) ⚭ Richard Hicks Barneby
                5. Nevill Mary Howard (1881–1949)
                6. Evelyn Frances Howard (* 1884) ⚭ Anthony Dod
                7. Captain Arthur Henry Howard (1885–1958)
                8. Maud Agnes Minna Howard (* 1887)
                9. Henrietta Dorothea Howard (* 1892)
                10. Henry Charles Mowbray Howard (1895–1915)

      2. General Sir Charles Howard (um 1694–1765)
      3. Lady Anne Howard (1696–1764) ⚭1 Richard Ingram, 5. Viscount Irvine, ⚭2 Colonel William Doublas
      4. Lady Elizabeth Howard (1701–1739) ⚭1  Nicholas Lechmere, 1. Baron Lechmere of Evesham, ⚭2 Sir Thomas Robinson, 1. Baronet

  4. Lady Ann Howard (1650–1707) ⚭ Richard Graham, 1. Viscount Preston
  5. Frederick Christian Howard (1664–1684)

#### Linie der Earls of Wicklow
1. Ralph Howard, 1. Viscount Wicklow († 1789) ⚭ Alice Forward, 1. Countess of Wicklow (1736–1807); → Vorfahren siehe oben, Linie der Dukes of Norfolk (4. bis 13. Duke)
  1. Robert Howard, 2. Earl of Wicklow (1757–1815)
  2. William Howard, 3. Earl of Wicklow (1761–1818) ⚭ Eleanor Caulfeild
    1. William Howard, 4. Earl of Wicklow (1788–1869)
    2. Rev. Hon. Francis Howard (1797–1857) ⚭1 Frances Beresford ⚭2 Sarah Hamilton
      1. Charles Howard, 5. Earl of Wicklow (1839–1881)
      2. Cecil Howard, 6. Earl of Wicklow (1842–1891)
        1. Ralph Howard, 7. Earl of Wicklow (1877–1946)
          1. William Howard, 8. Earl of Wicklow (1902–1978)

        2. Hon. Hugh Melville Howard (1883–1919)
          1. Cecil Howard, 9. Earl of Wicklow (1909–1983) → Linie erloschen

  3. Hon. Hugh Howard (1761–1840)
    1. Sir Ralph Howard, 1. Baronet of Bushey Park (1801–1873) ⚭ Charlotte Anne Craufurd

### Linie der Viscounts Howard of Bindon
1. Thomas Howard, 1. Viscount Howard of Bindon (1520–1582) ⚭1 Elizabeth Marney, ⚭2 Gertrude Lyte, ⚭3 Mabel Burton, ⚭4 Margaret Manning; → Vorfahren siehe oben, Linie der Dukes of Norfolk (1. bis 4. Duke)
  1. (1) Charles Lyte ⚭ Roberta Webb
    1. Catherine Lyte ⚭ Sir Thomas Thynne
    2. Elizabeth Lyte ⚭ Sir James Murray

  2. (1) N.N. ⚭ Sir William Thornhurst
  3. (1) Henry Howard, 2. Viscount Howard of Bindon (1542–1591) ⚭ Frances Meautys
    1. Douglas Howard (* 1591/92) ⚭ Sir Arthur Gorges

  4. (1) Thomas Howard, 3. Viscount Howard of Bindon (1542–1611) ⚭ Grace Duffield → Linie erloschen
  5. (2) Frances Howard (1578–1639) ⚭1 Edward Seymour, 1. Earl of Hertford, ⚭2 Henry Parnell, ⚭3 Ludovic Stewart, 2. Duke of Lennox

### Linie der Barone Howard of Effingham
1. William Howard, 1. Baron Howard of Effingham (1510–1573) ⚭1 Katherine Broughton, ⚭2 Margaret Gamage; → Vorfahren siehe oben, Linie der Dukes of Norfolk (1. bis 4. Duke)
  1. (1) Agnes Howard ⚭ William Paulet, 3. Marquess of Winchester
  2. (2) Charles Howard, 1. Earl of Nottingham, 2. Baron Howard of Effingham (1535–1624) ⚭1 Katherine Carey, ⚭2 Lady Margaret Stuart
    1. (1) Lady Elizabeth Howard (1564–1646) ⚭1 Sir Robert Southwell, ⚭2 John Stewart, 1. Earl of Carrick
    2. (1) Lady Frances Howard (1572–1628) ⚭ Henry FitzGerald, 12. Earl of Kildare
    3. (1) William Howard, 3. Baron Howard of Effingham (1577–1615) ⚭ Ann St. John
      1. Elizabeth Howard (1602/03–1671) ⚭ John Mordaunt, 1. Earl of Peterborough

    4. (1) Charles Howard, 2. Earl of Nottingham, 4. Baron Howard of Effingham (1579–1642) ⚭1 Charity Whit, ⚭2 Mary Cokayne
    5. (2) Charles Howard, 3. Earl of Nottingham, 5. Baron Howard of Effingham (1610–1681) ⚭ Arabella Smith

  3. (2) Sir William Howard (um 1537–1600) ⚭ Frances Gouldwell
    1. Sir Edward Howard († 1620)
    2. Sir Francis Howard († 1651) ⚭ Jane Monson
      1. Sir Charles Howard († 1672/73) ⚭ Frances Courthope
        1. Jane Howard ⚭ Thomas Methold
        2. Francis Howard, 6. Baron Howard of Effingham (1643–1695) ⚭ Philadelphia Pelham
          1. Thomas Howard, 7. Baron Howard of Effingham (1682–1725) ⚭ Mary Wentworth
            1. Mary Howard († 1739/40) ⚭ George Venables-Vernon, 1. Baron Vernon
            2. Anne Howard († 1775) ⚭ Sir William Yonge, 4. Baronet

          2. Francis Howard, 1. Earl of Effingham, 8. Baron Howard of Effingham (1683–1743); → Nachfahren siehe unten, Linie der Earls of Effingham (erste Verleihung 1731)

        3. George Howard († 1684) ⚭ Anne Kidder
          1. Lt.-Gen. Thomas Howard († 1758) ⚭ Mary Morton
            1. Field Marshal Sir George Howard (1718–1796) ⚭ Lady Lucy Wentworth
              1. Ann Howard († 1784)

            2. Henry Howard († 1811) ⚭1 Catherine Carlton, ⚭2 Maria Mackenzie
              1. (1) Mary Howard († 1833)
              2. (1) Catherine Howard (1753–1830) ⚭ Reverend Robert Blayney
              3. (2) General Kenneth Howard, 1. Earl of Effingham, 12. Baron Howard of Effingham (1767–1845); → Nachfahren siehe unten, Linie der Earls of Effingham (zweite Verleihung 1837)

            3. Mary Howard († 1757) ⚭ Sir Francis Vincent, 7. Baronet
            4. Catherine Howard ⚭ Field Marshal Studholme Hodgson (1708–1798)

    3. Sir Charles Howard

#### Linie der Earls of Effingham (erste Verleihung 1731)
1. Francis Howard, 1. Earl of Effingham (1683–1743) ⚭1 Diana O’Farrell, ⚭2 Annie Bristow; → Vorfahren siehe oben, Linie der Barone Howard of Effingham
  1. (1) Thomas Howard, 2. Earl of Effingham (1714–1763) ⚭ Elizabeth Beckford
    1. Thomas Howard, 3. Earl of Effingham (1746–1791) ⚭ Catherine Proctor
    2. Richard Howard, 4. Earl of Effingham (1748–1816) ⚭ Harriet Marsh
    3. Lady Elizabeth Howard († 1815) ⚭ Rev. Henry Courtenay (1741–1803), Bischof von Exeter
    4. Lady Anne Howard ⚭ Christopher Carleton († 1787)
    5. Lady Maria Howard (1753–1836) ⚭ Guy Carleton, 1. Baron Dorchester

#### Linie der Earls of Effingham (zweite Verleihung 1837)
1. General Kenneth Howard, 1. Earl of Effingham (1767–1845) ⚭ Lady Charlotte Primrose, Tochter des Neil Primrose, 3. Earl of Rosebery; → Vorfahren siehe oben, Linie der Barone Howard of Effingham
  1. Henry Howard, 2. Earl of Effingham (1806–1889) ⚭ Eliza Drummond
    1. Henry Howard, 3. Earl of Effingham (1837–1898) ⚭ Victoria Francesca Boyer
      1. Henry Howard, 4. Earl of Effingham (1866–1927)

    2. Hon. Frederick Charles Howard (1840–1893) ⚭ Lady Constance Finch-Hatton († 1910), Tochter des George Finch-Hatton, 11. Earl of Winchilsea
      1. Gordon Howard, 5. Earl of Effingham (1873–1946) ⚭ Rosamond Margaret Hudson
        1. Mowbray Howard 6. Earl of Effingham (1905–1996) ⚭1 Manci Gertler, ⚭2 Gladys Kerry, ⚭3 Mabel Cragg
        2. Hon. John Howard ⚭ Nadia Frances Boucher
          1. David Howard, 7. Earl of Effingham (* 1939) ⚭1 Anne Mary Sayer, ⚭2 Elizabeth Jane Turner
            1. (1) Edward Howard, Lord Howard of Effingham (* 1971)

      2. Hon. Algernon Howard (1874–1950)

    3. Hon Kenneth Howard (1845–1903)

  2. Hon. Charles Howard (1807–1882)
  3. Rev. Hon William Howard (1815–1881) ⚭ Barbara Chester
  4. Lady Charlotte Howard (1803–1886)
  5. Lady Arabella Howard (1809–1884) ⚭ Francis Baring, 1. Baron Northbrook